# Bradyrhizobium liaoningense
Bradyrhizobium liaoningense (лат.) — вид клубеньковых симбиотических азотфиксирующих бактерий. Впервые её выделили из корневых клубеньков Glycine soja и Glycine max в Китае. Типовой штамм — 2281.